# Mario Marcazzan
Mario Marcazzan (Brescia, 30 settembre 1902 – Milano, 20 marzo 1967) è stato un critico letterario italiano.

## Biografia
Si laureò in Lettere e poi in Giurisprudenza presso l'Università degli Studi di Pavia da convittore dell'Almo Collegio Borromeo. Dopo aver insegnato negli istituti magistrali «Giustina Renier Michiel» di Belluno e «Veronica Gambara» della nativa Brescia, nel 1934 fu distaccato al Ministero degli affari esteri con l'incarico di docente di Letteratura italiana presso le università di Oslo (1934-1935) e poi di Sofia (1936-1940). Rimpatriò nel 1940 per ricoprire, da titolare, il suo posto di docente nel liceo «Arnaldo da Brescia», nel quale fu anche preside per l'anno scolastico 1944-1945. Fu quindi provveditore agli studi per la provincia di Brescia e poi per quella di Milano. Dal 1952 fu titolare della cattedra di Lingua e letteratura italiana nella «Università Ca' Foscari» di Venezia fino al 1966, allorché si trasferì all'«Università commerciale Luigi Bocconi» di Milano, dove fu anche preside della facoltà di lingue e letterature straniere.
Ricoprì l'incarico di presidente della Biennale di Venezia dal 1963 al 1966 e diede vita a varie iniziative culturali, sostenendole con grande impegno. Fondò la Lectura Dantis Scaligera, che diresse fino alla morte, avvenuta a Milano il 20 marzo 1967.
Ebbe diversi figli tra cui Enrico (medico cardiologo), Grazia (ricercatrice e docente presso politecnico di Milano), Giovanna (giudice). 

## Il «suo» romanticismo
Avviata con i due saggi su Le note manzoniane di G. Scalvini e su Ippolito Nievo e le «Confessioni», ambedue del 1942, la sua ricerca critica si concentrò in modo approfondito e sensibile sul nostro Ottocento (Nostro Ottocento, 1955) e con particolare originalità sul romanticismo lombardo (Il tempo del Conciliatore, 1962).
La sua salda coscienza religiosa, formata sull'insegnamento dell'amatissimo Manzoni, si riversò soprattutto in quel Nostro Ottocento che è considerato «il libro più suggestivo e attraente del Marcazzan, anche per la qualità dello stile, limpido e sicuro.»
Anche se il romanticismo «costituiva il punto di partenza e nello stesso tempo l'ideale territorio delle sue investigazioni», tuttavia la sua indagine fu altrettanto attenta ad altre letture, da Grossi a Giusti, da Goldoni a Saba, da Petrarca a D'Annunzio, senza dire dell'analisi critica di alcuni canti dell'Inferno, secondo un filo conduttore che intendeva stringere «in una sola "ansia di luce"  tutti i rappresentanti di questo suo teatro familiare.» I suoi criteri di scelta corrispondevano «a quel suo modo tutto segreto e umile e generoso di fare ricerche: conoscere il più possibile, per presentare al lettore il minimo indispensabile e nella forma più semplice.»

## Omaggi
- La scuola media di San Giovanni Ilarione porta il suo nome (inno scuola: musica e testo).

## Opere
- Le note manzoniane di G. Scalvini, Brescia, Morcelliana, 1942.
- Ippolito Nievo e le «Confessioni», Milano-Messina, Principato, 1942.
- La poesia di Ugo Saba, in Humanitas, Anno primo, nn. 6-7, giugno-luglio 1946.
- Romanticismo critico e coscienza storica, Firenze, Marzocco, 1947.
- Nostro Ottocento, Brescia, La Scuola, 1955.
- Il canto nono dell'Inferno, in Letture dantesche, a cura di Giovanni Getto, Firenze , Sansoni, 1955.
- Dal romanticismo al decadentismo, in Letteratura italiana - Le correnti, Milano, Marzocco, 1956.
- Dante nel pensiero di Gioberti, in Humanitas, Anno quattordicesimo, numero 5, maggio, 1959.
- Illuminismo e tradizione in Goldoni, in Studi goldoniani, Venezia-Roma, Istituto per la collaborazione culturale, 1960.
- La letteratura e il teatro, in La civiltà veneziana del Settecento, Firenze, Sansoni, 1960.
- Il canto quinto dell'Inferno, in Lectura Dantis Scaligera, Firenze, Le Monnier, 1961.
- Il canto trentatreesimo dell'Inferno, ivi, 1963.
- Tommaso Grossi, in Letteratura italiana - I Minori, volume terzo, Milano, Marzorati, 1961.
- Il tempo del «Conciliatore», in Storia di Milano, volume sedicesimo, Milano, Fondazione Treccani degli Alfieri, 1962.
- Presenza di Dante nella cultura europea, in Atti del secondo congresso nazionale di studi danteschi: Dante e l'Italia meridionale, Firenze, Olschki, 1965.
- Dante Alighieri nel settimo centenario della nascita, in Ateneo veneto, Venezia, 1965.
- Gabriele D'Annunzio nel centenario della nascita, in Quaderni dannunziani, XXX-XXXI, 1965.
- Poetica e struttura dell'Alcyone, in Studi in onore di Italo Siciliano, Firenze, Olchki, 1966.
- La poetica narrativa di Gabriele D'Annunzio, in Atti del convegno per il primo centenario della nascita di Gabriele D'Annunzio, Milano, Mondadori, 1968.